# Oplachantha bellula
Oplachantha bellula är en tvåvingeart som först beskrevs av Samuel Wendell Williston  1888.  Oplachantha bellula ingår i släktet Oplachantha och familjen vapenflugor. Inga underarter finns listade i Catalogue of Life.